# Мононенасичені жирні кислоти
Мононенасичені жирні кислоти — це жирні кислоти, які мають один подвійний зв'язок у ланцюзі жирної кислоти.
За сучасною класифікацією жирних кислот до мононенасичених жирних кислот відносять: міристолеїнову, пальмітолеїнову, олеїнову кислоти.
Мононенасичені жирні кислоти містяться в природних продуктах, таких як червоне м'ясо, продукти з цільного молока, горіхів та фруктів з високим вмістом жирів, такі як оливки і авокадо. Оливкова олія містить близько 75% мононенасичених жирних кислот, ріпакова олія та кеш'ю містять близько 58% мононенасичених жирних кислот, яловичий жир — близько 50% мононенасичених жирів, сало — близько 40%. Інші джерела включають в себе олію горіха макадамії, олія з виноградних кісточок, арахісова паста, кунжутова олія, кукурудзяна олія, попкорн, цільні зерна пшениці, зернових, сафлорова олія, мигдалева олія, соняшникова олія, чай, олія камелії та олія авокадо.